# Lžičník lékařský
Lžičník lékařský (Cochlearia officinalis) je nevysoká, bíle kvetoucí bylina často považována za léčivou rostlinu; jediný druh rodu lžičník, který v České republice roste.

## Rozšíření
Původní výskyt druhu je vázán na evropská pobřeží Atlantského a Severního ledového oceánu, hlavně na moře Baltské, Irské, Norské, Severní, Barentsovo, Bílé a Karské. Nynější výskyt ve vnitrozemských oblastech Evropy je až druhotný.
Pro zdárný růst vyžaduje rostlina dostatek světla, vlhkou a propustnou půdu, která může být mírně kyselá až alkalická, obvykle roste v místech částečně zasolených. Nejčastěji se vyskytuje na skalách nebo písečných dunách, dobře snáší místa se silnými větry i poměrně chladné oblasti s krátkým létem.
Tato rostlina byla v minulosti ze západo- a severoevropských oblastí šířena na území nynější ČR, kde se pěstovala jako léčivka. Později lžičník lékařský zplaněl, dostal se ze zahrad do volné přírody, kde byl prvně zaznamenán roku 1819, a od té doby se tento příležitostný neofyt v Česku vyskytuje pravidelně, byť poměrně vzácně.

## Popis
Lžičník lékařský je dvouletá až krátce vytrvalá rostlina, jejíž lodyha dorůstá v době dozrávání plodů do výše 15 až 30 cm. Přízemní listová růžice je tvořena téměř tučnolistými řapíkatými listy o průměru 2 až 4,5 cm s čepelemi ledvinovitého až srdčitého tvaru, které jsou po obvodě celistvé, nebo mají mělké laloky; střed čepele bývá promáčklý a list takto připomíná lžičku. Z růžice vyrůstá rozvětvená lodyha, jejíž spodní listy jsou podobné přízemním, listy prostřední na kratičkých řapících mají čepele buď kopinaté, nebo vejčité až okrouhlé a na bázi obvykle srdčité, listy horní jsou přisedlé a srdčité.
Na konci lodyhy i větví vyrůstají bezlistenné voňavé oboupohlavné květy ve stáhnutém hroznu, který se při odkvětu postupně rozvolňuje a prodlužuje. Jejich čtyři vejčité a vyduté kališní lístky, dlouhé 2 až 4 mm, jsou světle zelené a mají bílý blanitý lem. Korunní lístky elipsovitého až obvejčitého tvaru bývají 4 až 7 mm dlouhé a jsou bílé, nebo méně často růžové. Rostliny vykvétají ve středoevropských podmínkách v květnu až červnu, opylovány jsou létajícím hmyzem, případně jsou i samosprašné.
Plody, vyrůstající na bezmála vodorovně odstávajících stopkách, jsou téměř kulovité, dvoudílné šešulky 3 až 6 mm dlouhé. Obsahují elipsoidní, hnědá a na povrchu bradavičnatá semena, velká 2 až 4 mm.

## Význam
Rostlina byla v minulosti pro svůj vysoký obsah vitamínu C konzumována námořníky na ochranu proti kurdějím. Čerstvé listy mají poněkud palčivou chuť a pro svou pikantnost bývaly součástí salátů; obsahují hořčiny a silice s obsahem síry, glykosid glykokochlearin, třísloviny a enzymy; jsou močopudné, zvyšují chuť k jídlu a podporují trávení. Mají antiseptické účinky, sušená droga se dodnes používá ve směsích k léčbě špatně se hojících ran, zánětů v dutině ústní, při angíně a podobně; bývá i součásti směsí regulujících nadváhu. K léčbě se používají hlavně mladé listy a občas i nať trhaná v době počátku kvetení.

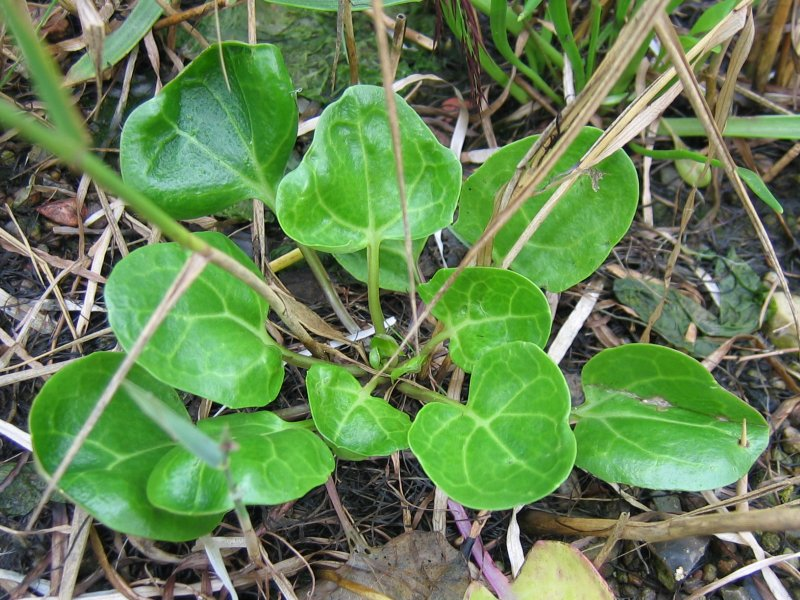
Listová růžice
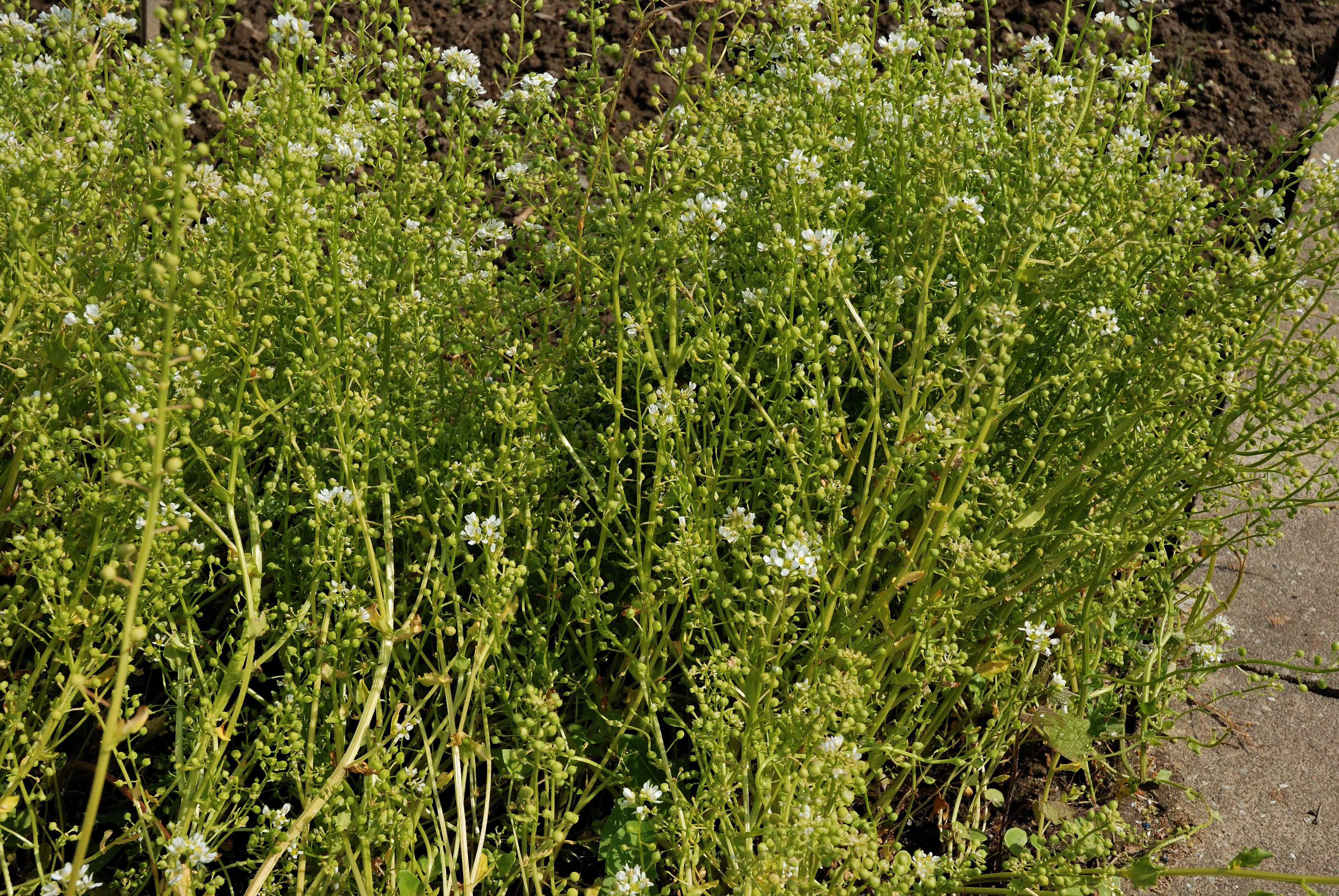
Hustá kolonie
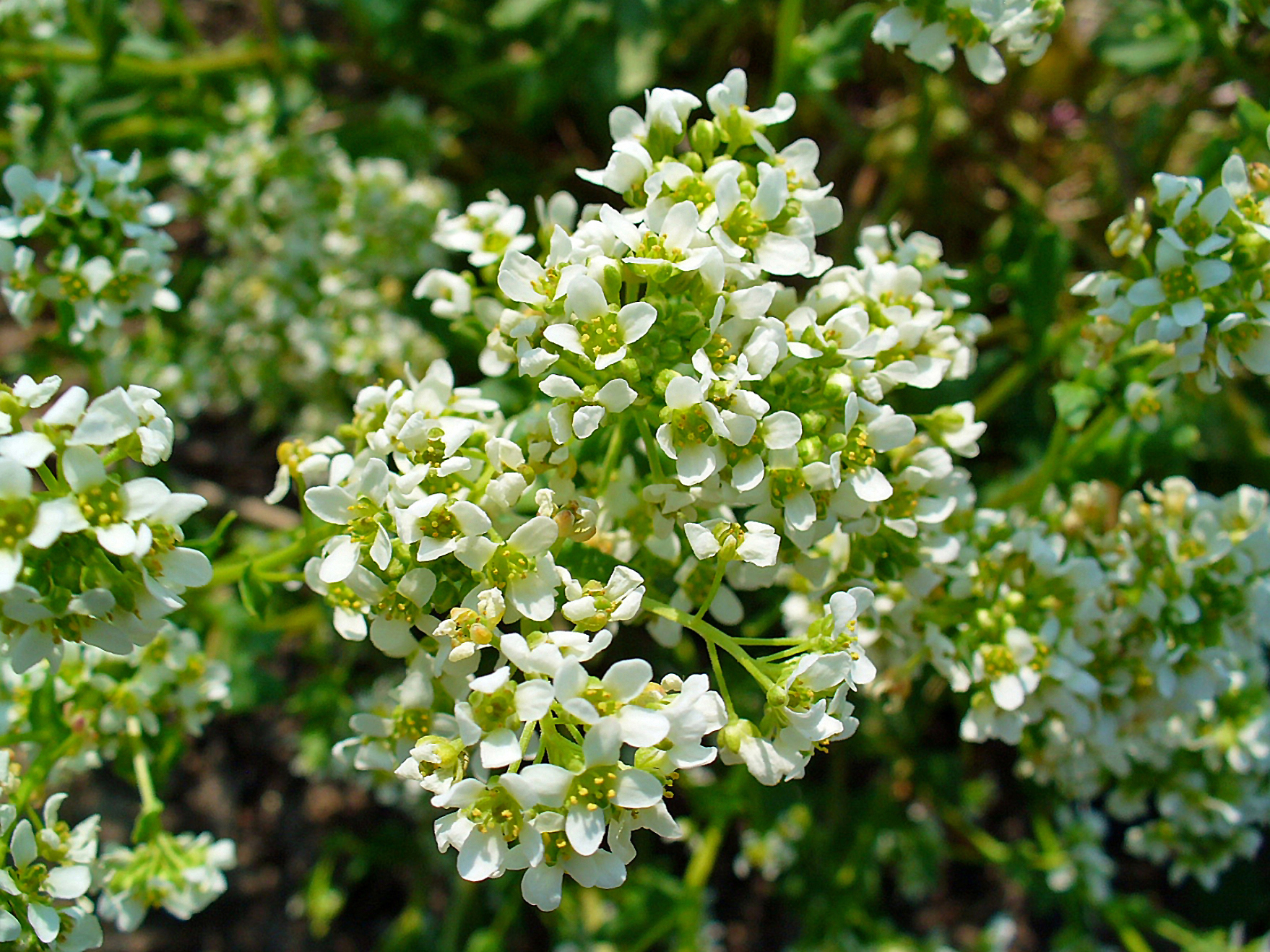
Květenství
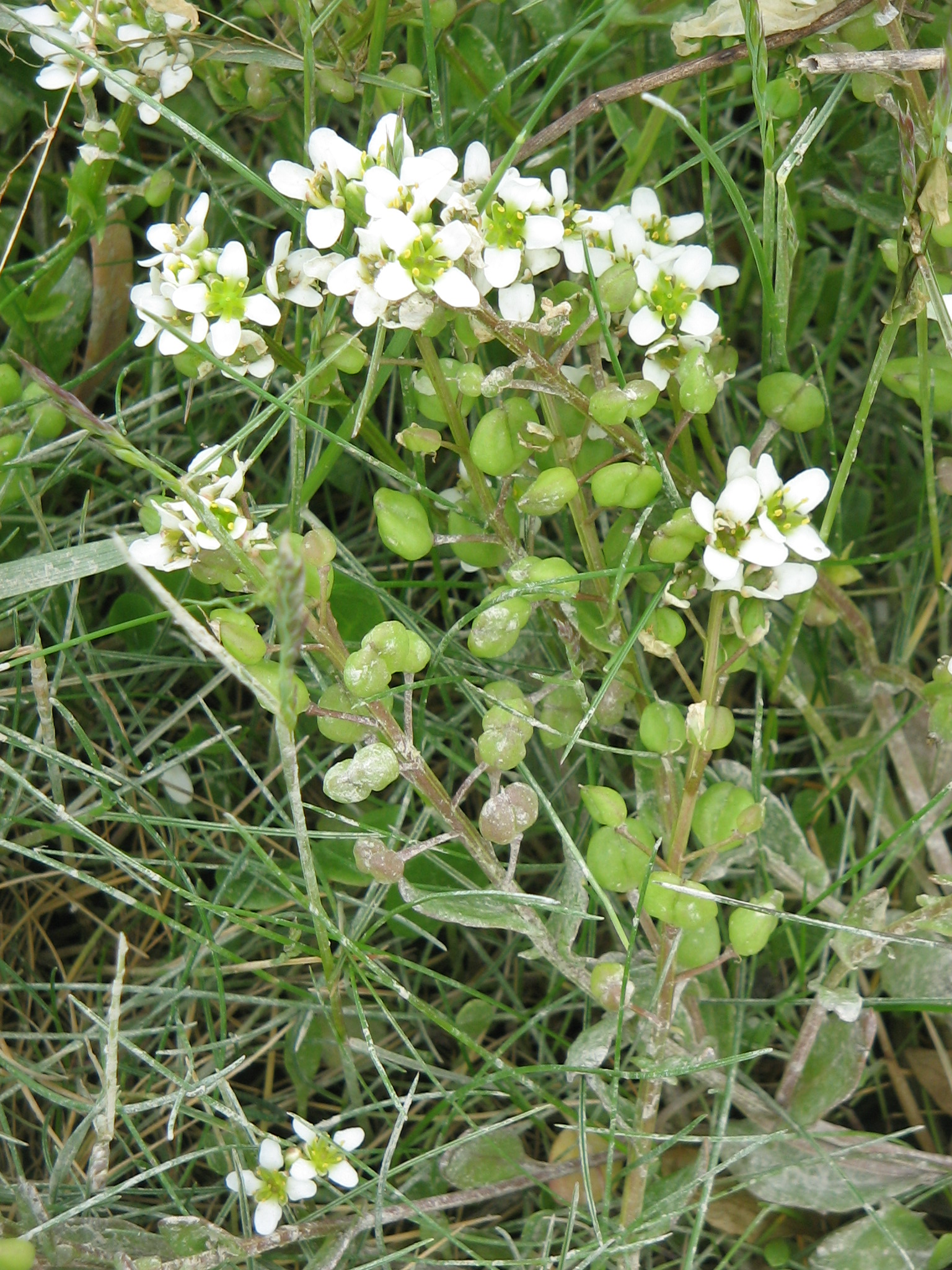
Odkvétající květy a zrající šešulky